# Peleg Peak
Peleg Peak är en bergstopp i Antarktis. Den ligger i Västantarktis. Argentina, Chile och Storbritannien gör anspråk på området. Toppen på Peleg Peak är 920 meter över havet, eller 421 meter över den omgivande terrängen. Bredden vid basen är 3,9 km.
Terrängen runt Peleg Peak är huvudsakligen kuperad. Trakten är obefolkad. Det finns inga samhällen i närheten. 